# 高原發電廠
高原發電廠為一座位於臺灣桃園市龍潭區高原里正在規劃興建的燃氣複循環火力發電廠。該發電廠興建計畫由台灣電力公司所推動，原訂將於2024年完工商轉發電。目前該計劃受當地居民反彈聲浪影響而擱置中。

## 沿革
高原發電廠計畫最早在2006年時，台電公司便已經提出，並展開發電廠興建計畫的可行性評估等多項前置作業。當時計畫將利用台電公司位於桃園市龍潭區高原村龍潭高原變電所內閒置的土地來興建兩部裝置容量700MW的天然氣複循環發電機組，整體開發計畫稱為「高原電廠燃氣複循環機組發電計畫」。
然而該發電廠計畫提出後，受到龍潭區居民以及下風處關西鎮與新埔鎮居民的強烈抗議，當地居民認為，關西與龍潭交界處已有民間企業新桃電力公司的新桃電廠，又有另一電廠宏關火力發電廠要興建，加上區內多座的高壓電塔，並且為此關西鎮居民於2019年3月9日辦理太和宮「關西鎮反宏關電廠音樂會」，不希望因為發電廠新建增加更多電塔，因此最終該計畫被暫時擱置停止。
直到2016年，由於臺灣電力的系統負載逐漸不足，加上為因應將來第一，與第二核能發電廠除役後的電力缺口，因此高原電廠燃氣複循環機組發電計畫重新啟動，並延續原計畫內容將在龍潭高原超高壓變電所因更新改建後的閒置空地以及輸變電工程處北區施工處、新桃供電區營業處的倉庫用地等合併共計17公頃的土地興建複循環發電機組。
然而，因該閒置空地的面積不大，因此僅能安裝兩部機組，甚至部分輔機設備將與同桃園市位於觀音區大潭里的大潭發電廠共同使用，也可能因此精簡組織將高原發電廠由大潭發電廠代管，成為大潭發電廠高原分廠。而發電廠完工後，所發出之345千伏特電力也將直接透過鄰近的龍潭超高壓變電所供應至供電網路中，因此將不會增建新的高壓輸電線路。
目前高原複循環發電計畫由正由台電公司重啟評估中，原預定將於2025年完工商轉發電，爾後完工時程由台電提前至2024年7月完工發電。而該計劃重啟後，因受到當地居民反彈聲浪影響，目前台電將該計劃擱置停擺，龍潭變電所空閒土地因應再生能源發展，預計改推動儲能廠計畫。

## 設施

### 發電機組
| 氣渦輪發電機類型 | 熱回收爐類型 | 汽輪發電機類型 | 機組數量 （汽渦輪機+汽輪機） | 發電燃料 | 裝置容量（MW） | 商轉日期 | 狀態   |
| ---------------- | ------------ | -------------- | ---------------------------- | -------- | -------------- | -------- | ------ |
|                  |              |                |                              | 天然氣   | 1,200MW        | 2024年   | 已擱置 |

## 資料來源
1. ↑   (PDF). 台灣電力公司. 2015-06  [2016-11-12]. （原始内容存档 (PDF)于2017-05-16）.
2. ↑  . 臺灣採購公報網. 2006  [2016-11-12]. （原始内容存档于2019-06-17）.
3. ↑  . 士林電機. 2006-09-01  [2016-11-12].[永久]
4. ↑  羅弘昇、左燕輝. . 客家新聞台. 2007-01-11  [2016-11-12]. （原始内容存档于2019-11-06）.
5. 1 2   (PDF). 台灣電力公司桃園區營業處. 2016-10-04  [2016-11-12]. （原始内容存档 (PDF)于2017-05-16）.
6. 1 2  王玉樹. . 自由時報. 2016-06-30  [2016-11-12]. （原始内容存档于2017-04-28）.
7. 1 2   (PDF). 台灣電力公會. 2015-09-15  [2016-11-12].[永久]
8. ↑  謝佳興. . 中央廣播電台. 2016-08-08  [2016-11-12].[永久]